# Ут'є Оксенар

50 голландських гульденів з 1982 року

250 голландських гульденів з 1985 року

Роберт Деодаат Еміль «Ут'є» Оксенаар (нід. Ootje Oxenaar 7 жовтня 1929 — 13 червня 2017) — нідерландський художник, графічний дизайнер, дизайнер банкнот та професор.

## Біографія
Оксенаар був студентом Королівської академії мистецтв у Гаазі, яку закінчив у 1953 році з відзнакою. Пізніше він був викладачем у Королівській академії образотворчого мистецтва в Гаазі між 1958 і 1970 роками і викладав як професор візуальної комунікації в Делфтському технологічному університеті між 1978 і 1992 роками.
Як голова консультативного бюро з питань мистецтва та дизайну (DEV/K+V) у Нідерландській пошті та телекомунікаціях (PTT/KPN) з 1976 по 1994 рік, він відповідав за замовлення мистецтва та дизайну для найбільшого голландського громадського концерну, а також працював радником з естетики Голландського національного банку, Міністерства юстиції Нідерландів та Міністерства транспорту Данії. Він вплинув на наступне покоління дизайнерів як визначний викладач і міжнародний лектор у Нідерландах, Європі та США.
З 1964 по 1987 рік Нідерландський банк (DNB) замовив Оксенаару дві серії банкнот, він відповідав за революційний дизайн банкнот «Snip» (100), Соняшник (50) і Маяк (250), які здобули міжнародне визнання як найкрасивіші гроші у світі. Його банкноти залишалися в обігу з 1964 року до заміни на євро в 2002 році.
RDE Oxenaar також був плідним дизайнером плакатів, книг і поштових марок. Його роботи з графічного дизайну представлені в різних колекціях, зокрема в Центрі Жоржа Помпіду в Парижі, Gemeentemuseum Den Haag, Музеї сучасного мистецтва (MoMA) і Stedelijk Museum Amsterdam. Роботи Оксенаара зберігаються в Архіві голландських графічних дизайнерів, Утрехт (NAGO).
Оксенаар був членом Міжнародного графічного альянсу (AGI) і почесним членом Асоціації голландських дизайнерів (BNO).
У 2000 році Оксенаар емігрував до Сполучених Штатів, де продовжив практику та викладав на факультеті графічного дизайну в Школі дизайну Род-Айленда (RISD), Провіденс.
Оксенаар був посвячений у лицарі в Ордені Оранских-Нассау та отримав Медаль Пошани за Мистецтво і Науку в Ордені Оранського Дому, яку вручила королева Беатрікс у 2004 році. 
Оксенаар був одружений з Доун Барретт, дизайнеркою і колишньою деканом факультету архітектури та дизайну Школи дизайну Род-Айленда та президенткою Массачусетського коледжу мистецтва та дизайну. У них народилось двоє дітей.

## Список банкнот Ут'є Оксенаара
| Аверс                                   | Реверс                                  | Значення | Розміри     | Головний мотив                  | Водяний знак              | Дата випуску    | Дата обігу      | Дата вилучення |
| --------------------------------------- | --------------------------------------- | -------- | ----------- | ------------------------------- | ------------------------- | --------------- | --------------- | -------------- |
|                                         |                                         | ƒ5       | 76 × 136 мм | Йост ван ден Вондел             |                           | 26 квітня 1966  | 19 грудня 1966  | 1 травня 1995  |
| Десять голландських гульденів 1968 року | Десять голландських гульденів 1968 року | ƒ10      | 76 × 142 мм | Франс Халс                      | Ріг достатку              | 25 квітня 1968  | 4 січня 1971    | 28 січня 2002  |
| 25 голландських гульденів (1971)        | 25 голландських гульденів (1971)        | ƒ25      | 76 × 148 мм | Ян Пітерзун Свелінк             | Хвилі                     | 10 лютого 1971  | 15 грудня 1972  | 1 травня 1995  |
| 100 гульденів                           |                                         | ƒ100     | 76 × 154 мм | Міхель де Руйтер                |                           | 14 травня 1970  | 15 грудня 1972  | 23 липня 1986  |
| 1000 голландських гульденів з 1972 року | 1000 голландських гульденів з 1972 року | ƒ1 000   | 76 × 160 мм | Барух Спіноза                   | Піраміда на чаші та плиті | 30 березня 1972 | 15 січня 1973   | 28 січня 2002  |
| 5 голландських гульденів (1973)         | 5 голландських гульденів (1973)         | ƒ5       | 76 × 136 мм | Йост ван ден Вондел             | Інвелл, перо і сувій      | 28 березня 1973 | 14 червня 1976  | 1 травня 1995  |
| 50 голландських гульденів з 1982 року   | 50 голландських гульденів з 1982 року   | ƒ50      | 76 × 148 мм | Соняшник                        | Бджола                    | 4 січня 1982    | 7 вересня 1982  | 28 січня 2002  |
| 100 голландських гульденів з 1977 року  | 100 голландських гульденів з 1977 року  | ƒ100     | 76 × 154 мм | Бекас звичайний і великий бекас | Великий бекас             | 28 липня 1977   | 16 березня 1981 | 28 січня 2002  |
| 250 голландських гульденів з 1985 року  | 250 голландських гульденів з 1985 року  | ƒ250     | 76 × 160 мм | Маяк                            | Кролик                    | 25 липня 1985   | 7 січня 1986    | 28 січня 2002  |

«Оксенаар у 1965 році був найнятий Банком Нідерландів (De Nederlandsche Bank) переробити серію банкнот у п'ять гульденів. У дослідженні Оксенаар помітив що сучасні французька, італійська, китайська та американська валюти були «дуже брудного кольору». Обґрунтуванням цього було питання безпеки. Але це не обов'язково, щоб валюти були сірими, щоб вони були безпечними. Оксенаар взявся за коригування кольорів гульденів, запропонував більш чисті пігменти та чорнила. Був обраний набір простих кольорів та білий фон, який чітко контрастував із створеними ним формами та палітрою. 
Дизайни Оксенаара прославили Голландію через форму та колір, піднімаючи естетику над етикою. Він постійно ламав і змішував кольори, аналізували та експериментували з ними. Він виявив нові тональні якості, використовуючи відтінки, глибину та накладання, щоб проштовхнути нову форму. З гульденом Оксенаар показав себе справжнім знавцем кольору. Тематичні ілюстрації є частиною того, що робить ці банкноти особливими. Банкнота номіналом 50 гульденів із відомим соняшником з яскравою жовто-помаранчевою кольоровою гамою, представляла два основні аспекти голландської ідентичності: помаранчевий — національний колір Нідерландів та королівської родини, а жовтий представляє кольори, які використовував Вінсент Ван Гог для своєї серії картини «соняшник».
Щоб створити щось новаторське, таке, як гульден Оксенаара, потрібно прикласти неймовірних зусиль. Оксенаар невпинно працював, щоб визначити, як зробити можливим фізично виготовляти банкноти такої якості. Задля перевірки автентичності банкнота ніколи не може мати великі елементи сплошного кольору, скоріше, колір створюється через тонкі лінії, які диференціюються за товщиною та відстанню. Сума кольорів, створена цими перекриттями створює щось майже цільне. Гульдени Оксенаара широко використовували геометричну симетрію та перекриття. Щоб його проекти були успішними, відтворення кольорів у друці мало бути ідеальним. 

Він створював свої проекти за допомогою скетчбуків і кольорових олівців: це детально розрахована краса високої форми. Його банкноти є об’єктами мистецтва, які виражають «важливість свободи самовираження та функціональністі». Щоб створити таку роботу, дизайнер повинен спочатку мати сміливість наважитись спробувати зробити це.» 